# Walram I van Ligny
Walram I van Luxemburg-Ligny (onbekend — gesneuveld in de Slag bij Woeringen, 5 juni 1288) was de tweede zoon van Hendrik V van Luxemburg en van Margaretha van Bar. Hij volgde in 1281 zijn vader op als graaf van Ligny. Walram was gehuwd met Johanna, dochter van Jan van Beaurevoir, en werd de vader van:
- Walram II (1275-1354)
- Maria (-1337), gehuwd met Jan van Gistel (-1346)
- Hendrik (-1303)
- Margaretha, non
- Filippa
- Elisabeth.